# Libanons nationalpagt
Libanons nationalpagt er en uskreven aftale, der definerer Libanon som en flerkonfessionel stat, og har formet landet indtil i dag. Efter forhandlinger mellem ledere fra Shiiter, Sunnier og Maronitter blev nationalpagten skabt i sommeren 1943 og tillod dermed Libanons uafhængighed. 
| Politik | Spire Denne artikel om politik og ideologi er en spire som bør udbygges. Du er velkommen til at hjælpe Wikipedia ved at udvide den. |